# Du Trung, Lan Châu
Du Trung (chữ Hán phồn thể: 榆中縣, chữ Hán giản thể: 榆中县) là một huyện thuộc địa cấp thị Lan Châu, tỉnh Cam Túc, Cộng hòa Nhân dân Trung Hoa. Du Trung giáp các huyện, quận sau: đông giáp Định Tây, Hội Ninh, Tĩnh Viễn; tây giáp Thất Lý Hà và Thành Quan; phía nam là Lâm Thao; phía bắc giáp (cách nhau qua sông Hoàng Hà): Cao Lan, Bạch Ngân. Huyện này có diện tích 3362 km², dân số năm 2003 là 420.000 người. Huyện lỵ đóng ở trấn Thành Quan. Mã số bưu chính là 730100. Về mặt hành chính, huyện này được chia thành 8 trấn, 12 hương.
- Trấn: Thành Quan, Cam Thảo Điếm, Hạ Quan Dinh, Cao Nhai, Thanh Thành, Kim Nhai, Định Viễn và Hòa Bình.
- Hương: Tiểu Khang Dinh, Thanh Thủy Dịch, Trung Liên Xuyên, Viên Tử Xá, Thượng Hoa Xã, Cáp Hiện, Liên Đáp, Mã Pha, Tân Dinh, Long Tuyền, Vi Dinh và Cống Tỉnh.